# شبكة لاسلكية مخصصة

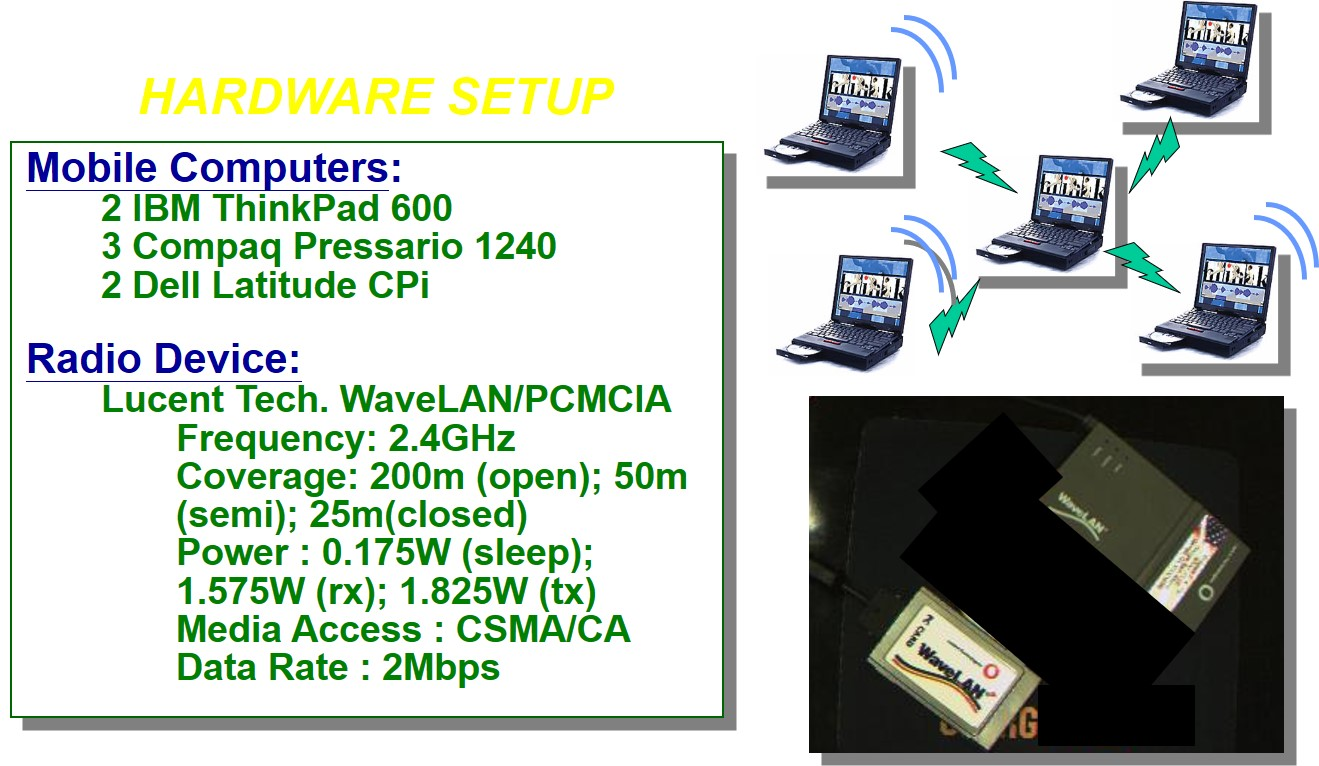

الشبكة اللاسلكية المخصصة (بالإنجليزية: Wireless ad hoc network)‏ هي مجموعة من العقد التي تتصل مع بعضها البعض لاسلكياً، تكون هذه الشبكات لا مركزية ولا تعتمد على بنية تحتية موجودة سلفاً لإنشاء طوبولوجيا الشبكة عليها. كما أنها تعني التوصيل بين نقاط الشبكة اللاسلكيه (access points) من دون وسيط مركزي أو راوتر.وبمعنى آخر أن كل نقطه من نقاط الشبكة لها مهمة عمل محددة أي (Ad hoc).

## أنماط الشبكات اللاسلكية
تعرّف مجموعة معايير 802.11 نمطين أساسيين للشبكات اللاسلكية:
•	الشبكات الخاصة Ad hoc Mode (IBSS)
•	شبكات البنية التحتية Infrastructure Mode (BSS)
1-	النمط الخاص Ad hoc Mode (IBSS)
Wireless ad hoc network
وهو توصيل جهازي كمبيوتر أو أكثر مع بعضهما من غير وجود نقطة الاتصال مركزية أي بدون خادم وسطي للشبكة وتقوم كل نقطة بدور تمرير الحزم للعقد الأخرى من الشبكة. كما أنها تقوم بالربط بين نقاط الشبكة اللاسلكيه (access points) من دون وسيط مركزي أو راوتر.
يعتبر النمط الخاص (والذي يعرف أيضاً بنمط الند للند Peer-to-Peer) أحد أساليب الربط المباشر بين زبائن الشبكة اللاسلكية. إن السماح لزبائن الشبكة اللاسلكية بالعمل ضمن النمط الخاص يلغي الحاجة إلى استخدام أيّ نقاط ولوجٍ مركزيةٍ. تستطيع جميع النقاط ضمن شبكةٍ لاسلكيةٍ خاصةٍ التواصل مباشرة مع النقاط الأخرى.
ينبغي إعداد بطاقات الشبكة اللاسلكية في جميع زبائن الشبكة اللاسلكية الخاصة للعمل ضمن النمط الخاص واستخدام نفس معرّف مجموعة الخدمات SSID ورقم القناة "Channel Number".
تتألف الشبكة اللاسلكية الخاصة عادةً من مجموعة صغيرة من الأجهزة المتوضّعة قرب بعضها البعض. ينخفض أداء الشبكة اللاسلكية كلما ازداد عدد النقاط الموجودة ضمنها. يتطلب ربط الشبكة اللاسلكية الخاصة بشبكةٍ محليةٍ سلكيةٍ أو بالإنترنت إعداد بوابةٍ مخصصةٍ لهذا الغرض.
كلمة "Ad hoc" لاتينية الأصل وتعني"for this" أي «لهذا الغرض» إلا أنّها غالباّ ما تستخدم للتعبير عن الحلول أو الأحداث المرتجلة أوغير المعد لها.
AD-HOC طبولوجية لاسلكية لمعايير 802.11 نحتاج اليها عندما يريد جهاز الإتصال بجهاز آخر بدون الحاجة الي جهاز وسيط حيث يقوم أحد الجهازين بعمل مجموعة العمل group name وتحديد معاملات الإرسال radio parameters مثل SSID واسلوب الأمن والتوثيق ثم يقوم الآخر بطلب الإتصال طبقا للمواصفات التي وضعها الجهاز الأول ويسمي الجهاز الذي حدد مواصفات الإرسال بالجهاز الأساسي أو basic service set (BSS
و هذه العملية تسمي Independent basic service set IBSS
حيث لا يعتمد الإتصال علي جهاز وسيط
2-	. نمط البنية التحتية Infrastructure Mode (BSS)
تحتوي الشبكات العاملة ضمن نمط البنية التحتية – خلافاً للشبكات الخاصة التي لا تتضمن عنصراً مركزياً – على عنصرٍ يقوم بمهمة التنسيق: نقطة ولوجٍ أو محطة مركزية. يمكن لزبائن الشبكة اللاسلكية الوصول إلى الشبكة السلكية عبر نقطة الولوج فيما إذا كانت هذه النقطة موصولةً بالشبكة السلكية.
عند احتواء الشبكة على عدّة نقاط ولوجٍ وعددّ من الزبائن ينبغي إعدادها جميعاً لاستخدام نفس المعرّف SSID. إذا ما رغبنا في التأكد بأن شبكتنا اللاسلكية تعمل باستطاعتها القصوى علينا ألا نقوم بإعداد جميع نقاط الولوج الموجودة ضمن نفس الموقع الفيزيائي لاستخدام نفس القناة. يقوم الزبائن باكتشاف (عبر مسح نطاق الترددات) القناة التي تستخدمها نقطة الولوج وبالتالي لا حاجة لهذه الزبائن في معرفة رقم القناة مقدّماً.
حالات Infrastructure Mode (BSS)
الحالة 1: الشبكة النجميّة Infrastructure Mode (BSS)
تعتبر البنية النجميّة أكثر بنى الشبكات اللاسلكية انتشاراً، وهي البنية المعتمدة عادةً في بقع التغطية اللاسلكية Hot Spot سواء وجدت في مطار أو ضمن مركزٍ للولوج البعيد Telecenter. يستخدم مزودو خدمات الإنترنت اللاسلكية بشكلٍ عامٍ البنية النجميّة (وذلك لوصل نقطةٍ إلى عدّة نقاط). غالباً ما يتم توسيع هذا النوع من الشبكات إلى البنية الشجريّة أو إلى تجميعها مع أشكالٍ أخرى للشبكات اللاسلكية.
.. الحالة 2: الربط بين نقطتين
تعتبر الوصلات بين نقطتين Point-to-Point (PtP) إحدى العناصر الأساسية للبنية التحتية للشبكة اللاسلكية. يمكن أن توجد هذه الوصلات على مستوى بنية الشبكة اللاسلكية كجزءٍ من شبكةٍ نجميّةٍ، كوصلةٍ بسيطةٍ بين نقطتين أو ضمن أية بنيةٍ أخرى. يمكن أن تعمل الوصلة بين نقطتين ضمن النمط الخاص أو نمط البنية التحتية.

## التاريخ في حزمة الراديو
كانت أقدم شبكة بيانات لاسلكية تسمى PRNET ، وهي شبكة حزم الراديو، وقد رعتها وكالة مشاريع الأبحاث الدفاعية المتقدمة (DARPA) في أوائل السبعينيات. قامت Bolt و Beranek و Newman Inc. (BBN) و SRI International بتصميم وبناء وتجريب هذه الأنظمة القديمة. من بين المجربين روبرت كان وجيري بورشفيل وراي توملينسون. أجريت تجارب مماثلة في مجتمع هواة الراديو باستخدام بروتوكول x25. وقد سبقت أنظمة الرزم الراديوية المبكرة هذه الإنترنت، وكانت بالفعل جزءًا من الدافع لمجموعة بروتوكولات الإنترنت الأصلية. تضمنت تجارب DARPA اللاحقة مشروع شبكة راديو البقاء على قيد الحياة (SURAN)، الذي حدث في الثمانينيات. تم إرسال خليفة لهذه الأنظمة في منتصف التسعينيات للجيش الأمريكي، ولاحقًا لدول أخرى، مثل الراديو الرقمي قصير المدى.
بدأت موجة ثالثة أخرى من النشاط الأكاديمي والبحثي في منتصف التسعينيات مع ظهور بطاقات راديو 802.11 غير مكلفة لأجهزة الكمبيوتر الشخصية. تم تصميم الشبكات اللاسلكية المخصصة الحالية بشكل أساسي للاستخدام العسكري. المشاكل مع حزم الراديو هي: (1) العناصر الضخمة، (2) معدل البيانات البطيء، (3) غير قادر على الحفاظ على الروابط إذا كانت التنقلية عالية. لم يستمر المشروع أكثر من ذلك بكثير حتى أوائل التسعينيات عندما ولدت الشبكات اللاسلكية المخصصة.

## العمل المبكر في الشبكات اللاسلكية المخصصة للأجهزة المتنقلة (MANET)
أدى نمو أجهزة الكمبيوتر المحمولة والشبكات اللاسلكية 802.11 / Wi-Fi إلى جعل MANET موضوع بحث شائعًا منذ منتصف التسعينيات. تقوم العديد من الأوراق الأكاديمية بتقييم البروتوكولات وقدراتها، بافتراض درجات متفاوتة من التنقل داخل مساحة محدودة، عادةً مع جميع العقد ضمن بضع قفزات من بعضها البعض. ثم يتم تقييم البروتوكولات المختلفة بناءً على مقاييس مثل معدل إسقاط الحزمة، والنفقات العامة التي يقدمها بروتوكول التوجيه، وتأخيرات الحزم من طرف إلى طرف، وإنتاجية الشبكة، والقدرة على القياس، وما إلى ذلك.
في أوائل التسعينيات، بدأ كل من Charles Perkins من SUN Microsystems USA و Chai Keong Toh من جامعة كامبريدج العمل بشكل منفصل على شبكة إنترنت مختلفة، وهي شبكة لاسلكية مخصصة. كان بيركنز يعمل على قضايا المعالجة الديناميكية. عمل Toh على بروتوكول توجيه جديد، والذي كان يُعرف باسم ABR - التوجيه القائم على الارتباط. اقترح بيركنز في النهاية DSDV - توجيه متجه مسافة تسلسل الوجهة، والذي كان يعتمد على توجيه متجه المسافات الموزع. كان اقتراح Toh عبارة عن توجيه قائم على الطلب، أي يتم اكتشاف المسارات أثناء التنقل في الوقت الفعلي عند الحاجة. تم تقديم ABR إلى IETF باعتباره RFCs. تم تنفيذ ABR بنجاح في نظام التشغيل Linux على أجهزة الكمبيوتر المحمولة التي تدعم Lucent WaveLAN 802.11a ، وبالتالي تم إثبات إمكانية إنشاء شبكة محمولة مخصصة في عام 1999. وقد تم تقديم بروتوكول توجيه آخر يُعرف باسم AODV وتم إثباته وتنفيذه لاحقًا في عام 2005. في عام 2007، اقترح ديفيد جونسون وديف مالتز DSR - توجيه المصدر الديناميكي.

## الاستخدام والتطبيقات
تستخدم هذه التقنية من الشبكات في حالات الطوارئ والتطبيقات العسكرية التي تريد حلول سريعة لعمل شبكة لاسلكية بدون إنشاء خادم بيانات أو رواتر مركزي.
إن الطبيعة اللامركزية للشبكات اللاسلكية المخصصة تجعلها مناسبة لمجموعة متنوعة من التطبيقات حيث لا يمكن الاعتماد على العقد المركزية وقد تعمل على تحسين قابلية التوسع للشبكات مقارنة بالشبكات المدارة لاسلكيًا، على الرغم من الحدود النظرية والعملية للقدرة الإجمالية لهذه الشبكات تم التعرف عليها. الحد الأدنى من التكوين والنشر السريع يجعل الشبكات المخصصة مناسبة لحالات الطوارئ مثل الكوارث الطبيعية أو النزاعات العسكرية. يتيح وجود بروتوكولات التوجيه الديناميكية والتكيفية تشكيل الشبكات المخصصة بسرعة. يمكن تصنيف الشبكات اللاسلكية المخصصة حسب تطبيقاتها: